# Conmigo
Singles de Kendji Girac
One Last Time (Attends-moi)
(2015) Cool
(2015)
Clip vidéo
[vidéo] « Conmigo », sur YouTube
Conmigo est une chanson du chanteur français Kendji Girac, faisant partie du premier album Kendji, réédité. Elle est sortie en tant que quatrième single de l'album.
Comme dans Color Gitano et Andalouse, Kendji chante en français avec quelques courts passages en espagnol. Sur la lancée de son premier album Kendji, disque de platine, le chanteur offre un clip, qui se démarque des autres, notamment par des parties, tournant vers le R'n'B et le rap,.
Lors des NRJ Music Awards 2015, la chanson Conmigo est récompensée du titre de « Chanson française de l'année ».

## Thèmes
Les vacances au soleil, le flirt, la séduction.

## Clip vidéo
Le clip a été publié sur YouTube le 18 mars 2015. 
Joueur de baseball à Cuba et avec ses amis, Kendji rencontre lors de ce match, une jeune belle fille brune et la séduit ; ils se retrouvent plus tard, dans une boîte de nuit notamment. 
Kendji propose pendant plusieurs semaines de choisir la fin du clip : faire partir la jeune fille ou la faire rester ; la deuxième réponse est finalement choisie.

## Classements et certifications
| Classement (2015-16)                    | Meilleure position |
| --------------------------------------- | ------------------ |
| Belgique (Wallonie Ultratop 50 Singles) | 6                  |
| Belgique (Wallonie Ultratop 50 Airplay) | 3                  |
| France (SNEP)                           | 7                  |

| Classement (2015)            | Position |
| ---------------------------- | -------- |
| Belgique (Wallonie Ultratop) | 27       |
| France (SNEP)                | 41       |

### Certification
| Pays                                                                       | Certification | Ventes certifiées |
| -------------------------------------------------------------------------- | ------------- | ----------------- |
| France (SNEP)                                                              | Or            | 75 000‡           |
| xNon précisé par la certification ‡ventes/streaming selon la certification |               |                   |